# Bruno Pellizzari
Bruno Pellizzari (Milán, 5 de noviembre de 1907-Milán, 22 de diciembre de 1991) fue un deportista italiano que compitió en ciclismo en la modalidad de pista.
Participó en los Juegos Olímpicos de Los Ángeles 1932, obteniendo una medalla de bronce en la prueba de velocidad individual. Ganó una medalla de bronce en el Campeonato Mundial de Ciclismo en Pista de 1930.

## Medallero internacional
| Juegos Olímpicos   | Juegos Olímpicos             | Juegos Olímpicos  | Juegos Olímpicos         |
| Año                | Lugar                        | Medalla           | Competición              |
| ------------------ | ---------------------------- | ----------------- | ------------------------ |
| 1932               | Los Ángeles (Estados Unidos) | Medalla de bronce | Velocidad individual     |
| Campeonato Mundial |                              |                   |                          |
| Año                | Lugar                        | Medalla           | Competición              |
| 1930               | Bruselas (Bélgica)           | Medalla de bronce | Velocidad individual (A) |